# St. Gallerkrieg
Der St. Gallerkrieg fand 1489/90 zwischen den vier eidgenössischen Schirmorten der Fürstabtei St. Gallen, Zürich, Luzern, Glarus und Schwyz einerseits und der Reichsstadt St. Gallen und dem Land Appenzell andererseits statt. Anlass für den Krieg war der «Rorschacher Klosterbruch».

## Vorgeschichte
Seit den Appenzellerkriegen zu Beginn des 15. Jahrhunderts war die alte feudale Ordnung in der heutigen Ostschweiz stark erschüttert. Der Fürstabtei St. Gallen drohte die Landesherrschaft in ihrem Gebiet mehr und mehr zu entgleiten. Die Stadt St. Gallen, in der sich die Abtei befand, löste sich endgültig von deren Herrschaft und kämpfte auf der Seite der Appenzeller und ihrer Verbündeten gegen die Abtei und das Haus Habsburg, den Hauptverbündeten der Fürstäbte in diesem Konflikt. Erst 1429 kam es durch Vermittlung der Eidgenossenschaft zu einer Entspannung. Dadurch wurde die Ostschweiz bis zum Bodensee und Rhein zur Interessensphäre der Eidgenossen, was zwangsläufig weitere Konflikte mit der Regionalmacht Habsburg nach sich ziehen musste.
Kaspar von Breitenlandenberg, der Fürstabt von St. Gallen, suchte den Schutz der mächtigen Eidgenossen und erlangte 1451 ein Bündnis mit den Orten Zürich, Luzern, Schwyz und Glarus. Die Stadt St. Gallen erlangte drei Jahre später ebenfalls eine formale Bindung an die Eidgenossenschaft durch ein Bündnis mit den vier Schirmorten der Abtei und zusätzlich Bern und Zug. Die Eidgenossenschaft nahm nun die Position des Vermittlers zwischen der Abtei und der Stadt St. Gallen ein, etwa als Abt Kaspar von Breitenlandenberg der Stadt die Landeshoheit in den meisten Vogteien der Abtei verkaufen wollte und der Konvent unter Grosskeller Ulrich Rösch dagegen Einsprache erhob. Die Eidgenossenschaft entschied den Streit zugunsten des Konvents, wodurch für die Stadt St. Gallen endgültig die Erwerbung eines eigenen Herrschaftsgebiets gescheitert war. In einem anderen Konflikt musste dann jedoch auf Druck der Eidgenossen der Abt 1457 der Stadt gegen die Zahlung von 7'000 Gulden alle landesherrlichen Rechte in ihrem Gebiet überlassen. Dadurch stieg St. Gallen in den Rang einer Reichsstadt auf.
Ulrich Rösch, Nachfolger von Kaspar von Breitenlandenberg und erster bürgerlicher Fürstabt, stellte den Klosterstaat auf eine neue, solidere Basis. Er sanierte die Finanzen und war bestrebt, die Landesherrschaft im Klostergebiet zu konsolidieren. 1468 gelang ihm die Erwerbung der Grafschaft Toggenburg von den Herren von Raron, wodurch das Herrschaftsgebiet der Abtei fast verdoppelt wurde. Die Stadt St. Gallen war durch das Wiedererstarken des Klosters beunruhigt, wie auch Appenzell, das sich ja gerade erst von der Klosterherrschaft befreit hatte. Seit der Eroberung der Herrschaft Rheintal durch die Appenzeller 1445 gab es zudem wieder Reibungen mit dem Kloster, das in diesem Gebiet grösstenteils die niedere Gerichtsbarkeit und ausgedehnten Grundbesitz innehatte.
1464 ging die Stimmung gegen das Kloster derart hoch, dass sich Abgesandte aus Appenzell und St. Gallen zu einer gemeinsamen Landsgemeinde zusammenfanden. Beide Parteien waren beunruhigt über den Ausbau Rorschachs zum Hafen der Fürstabtei. Der Abt hatte ausserdem das St. Annaschloss bei Rorschach erworben. Die Stadt sah durch Rorschach ihren eigenen Hafen in Steinach gefährdet, den sie eben unter hohen Kosten mit einem grossen Lagerhaus versehen hatte. Die Appenzeller sahen durch die militärische Präsenz des Abtes am Bodensee ihre Herrschaft Rheintal gefährdet. Abt Ulrich Rösch ersuchte wegen der drohenden Gefahr die vier Schirmorte, einen Schirmhauptmann nach Wil zu entsenden, was diese auch taten, da der Abt ihn grosszügig bezahlte. Weiter gewährte der Abt verschiedenen eidgenössischen Politikern grosszügige Geschenke, um sich ihres Schutzes zu versichern.

## Der Rorschacher Klosterbruch

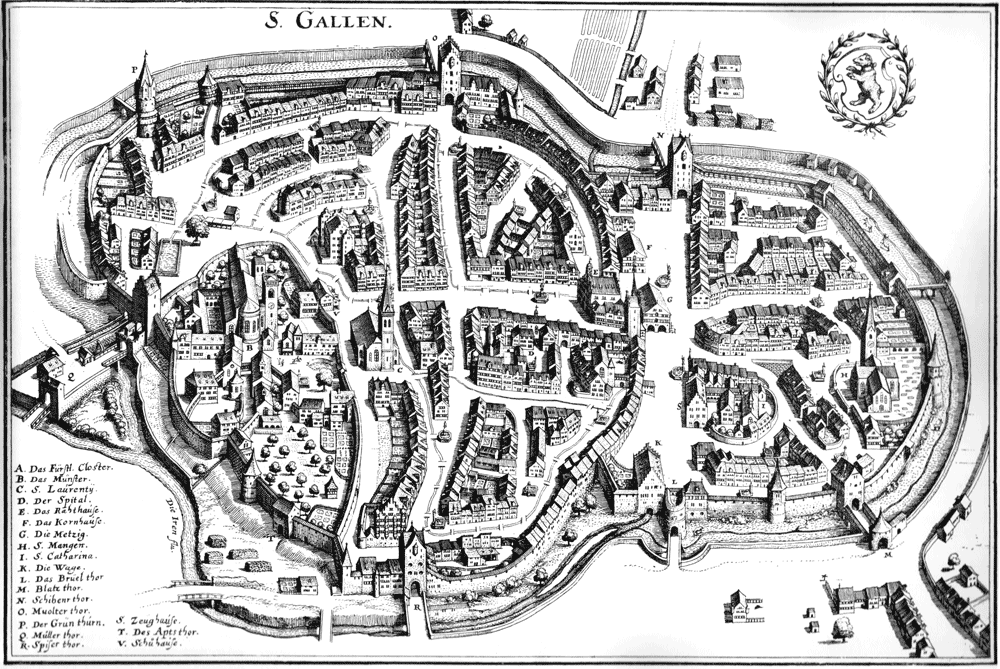
Die Reichsstadt St. Gallen 1642. Links der Klosterbezirk

Abt Ulrich Rösch wollte sich wegen der wachsenden Spannungen mit der Stadt St. Gallen aus deren Umklammerung lösen, denn das Kloster lag ja immer noch innerhalb der Mauern der nun unabhängigen Stadt, weshalb das Kloster gerade in seinem eigenen Zentrum die Landesherrschaft nicht (mehr) besass. Zuerst wollte er für die Abtei ein eigenes Stadttor durch die Mauer brechen lassen. Die Stadt lehnte dieses Ansinnen jedoch ab. Mit der Zustimmung des Konvents, des Papstes und des Kaisers plante er deshalb das Kloster nach Mariaberg bei Rorschach zu verlegen. Am 21. März 1487 wurde der Grundstein für den Neubau gelegt, der wie eine Festung über Türme, Mauer, Wall und Graben verfügen sollte.
Die St. Galler Bürger sahen dadurch die kleine Ortschaft am Bodensee als künftige gefährliche Rivalin aufsteigen und befürchteten gar den völligen Ruin ihrer Stadt. Die Appenzeller waren ebenfalls misstrauisch, da sie aus einer Verlegung der Abtei auch handelstechnische und politische Nachteile befürchteten. Ulrich Varnbüler, der Bürgermeister von St. Gallen, verlangte deshalb im Frühjahr 1489 zusammen mit den Appenzellern ultimativ die Einstellung der Bauten in Rorschach. Der Abt weigerte sich jedoch.
An der Urnäscher Chilbi 1489 beschlossen Bürger aus St. Gallen und Appenzeller einen kriegerischen Auszug gegen den Neubau. Am 28. Juli 1489 überfiel eine von Heinrich Zili geführte Truppe aus 350 St. Galler Bürgern, 1200 Appenzellern und 600 Rheintalern die Baustelle bei Rorschach und zerstörten die noch unvollendeten Gebäude. Sogar das Vieh in den Ställen wurde geschlachtet. Die Abtei erlitt nach eigenen Angaben einen Schaden von 16'000 Gulden. Das Land Appenzell beteiligte sich jedoch nicht «offiziell» am Kriegszug. Anders als von Diebold Schilling in seiner Chronik dargestellt, führten die Appenzeller keine Banner mit sich, sondern nur ein rotes Fähnlein, um den Zug klar als Freischarenzug ohne Unterstützung der Regierung zu kennzeichnen.

## Kriegsausbruch und -verlauf

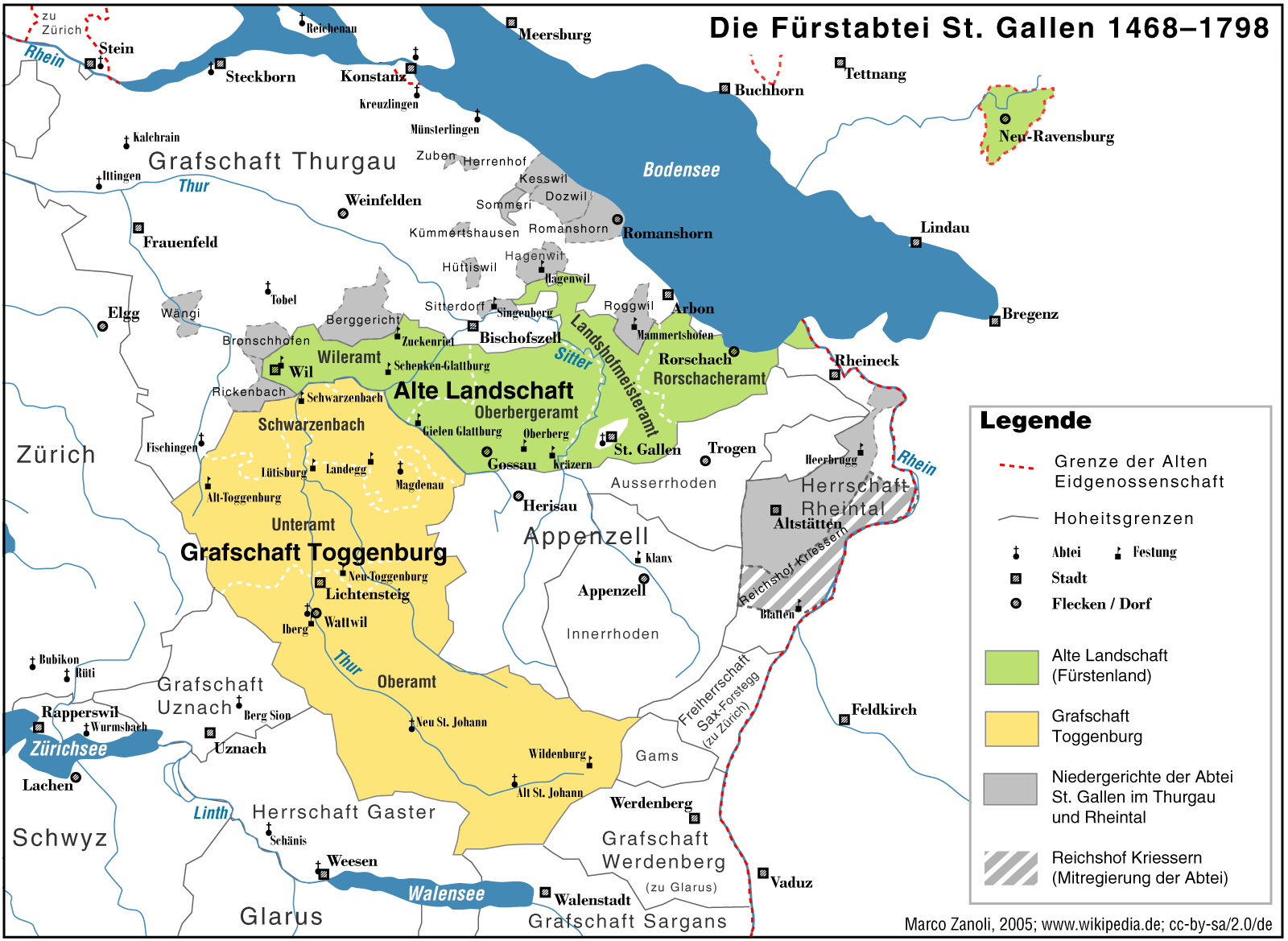
Das Herrschaftsgebiet der Fürstabtei St. Gallen

Wegen des eklatanten Bruchs des Landfriedens durch den Rorschacher Klosterbruch rief der Abt die Schirmorte um Hilfe an. Diese verlangten von St. Gallen und Appenzell die Zahlung von 13'000 Gulden Schadenersatz. Während die Verhandlungen sich hinzogen, wiegelten die Appenzeller und die St. Galler die Untertanen in der Alten Landschaft zwischen dem Bodensee und Wil zum Abfall von der Abtei auf und schlossen mit ihnen am 21. Oktober 1489 den Waldkircher Bund ab. St. Galler und Appenzeller eröffneten schliesslich die Kampfhandlungen, als sie das äbtische Schloss Romanshorn besetzten und das St. Annaschloss bei Rorschach unter Belagerung setzten. Damit begann der St. Gallerkrieg, da nun die Eidgenossen Truppen gegen St. Gallen entsandten, um dem Abt zu Hilfe zu kommen.
Als die Eidgenossen die Grenzen zur Abtei überschritten, unterwarfen sich die Untertanen des Abtes in der Alten Landschaft kampflos. Die Appenzeller zogen sich in befestigte Stellungen an ihren Grenzen zurück und unterwarfen sich ebenfalls. Die Stadt St. Gallen sah sich von allen Verbündeten verlassen. Bürgermeister Ulrich Varnbüler floh aus der Stadt, kurz bevor diese von den Eidgenossen eingeschlossen wurde, da er eine Auslieferung fürchtete. Heinrich Zili organisierte nun die Verteidigung der Stadt, die von den Eidgenossen belagert wurde. Am 15. Februar 1490, nach langwierigen Scharmützeln, wurde ein Friedensvertrag geschlossen.

## Friedensschluss und Kriegsfolgen
Die Stadt zahlte 4000 Gulden an die Abtei und 10'000 Gulden an die Eidgenossen. Weiter durfte sie in Zukunft keine Ausburger mehr aufnehmen und musste ihre Rechte in den äbtischen Vogteien Steinach, Oberberg und Andwil aufgeben. Die Appenzeller mussten den Eidgenossen ihre Herrschaft Rheintal als Gemeine Herrschaft überlassen. Die Hauptdrahtzieher des Klosterbruchs, Bürgermeister Varnbüler und der Appenzeller Landammann Schwendiner, mussten das Land verlassen und ihre Vermögen wurden eingezogen.
Für die Stadt St. Gallen hatte der Krieg jedoch noch langfristige Folgen. Durch die Reichsreform von 1495 war nämlich das Reichskammergericht geschaffen worden, das den Ewigen Landfrieden im Heiligen Römischen Reich überwachen sollte. Die Eidgenossenschaft hatte zwar einen Beitritt zur Reichsreform verweigert, da ihr Gebiet aber weiter als zum Reich gehörig betrachtet wurde, richteten Bürgermeister Varnbüler, nach seinem Tod 1496 seine Söhne, sowie Landammann Schwendiner Klagen ans Reichskammergericht. Das Gericht entschied tatsächlich, dass der Einzug der Vermögen nicht rechtens sei und verurteilte die Stadt St. Gallen und das Land Appenzell zur Rückzahlung und darüber hinaus sogar zu Schadenersatz.

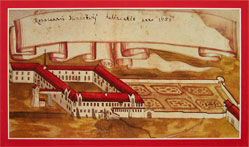
Die Gebäude des Klosters Mariaberg 1689

Da St. Gallen und Appenzell nicht zahlen wollten, sprach König Maximilian I. im Oktober 1496 die Reichsacht über sie aus. Damit waren alle St. Galler Bürger und ihr Leinwandhandel auf allen Reichsstrassen dem Zugriff der Varnbülers ausgesetzt. Appenzell war handelspolitisch nicht exponiert und deswegen auch von der Ächtung eigentlich nicht direkt betroffen. Die Eidgenossenschaft und der Reichstag zu Worms verhandelten vergeblich, da die Eidgenossen die Zuständigkeit des Gerichts nicht anerkennen wollten, dieses aber die Jurisdiktion über deren Gebiet auch nicht infrage stellen konnte. Nach der Auflösung des Reichstages wurde im September 1497 in Innsbruck bei direkten Verhandlungen zwischen dem König und der Eidgenossenschaft immerhin eine Vertagung des Rechtsstreits zwischen St. Gallen und den Varnbülers auf den nächsten Reichstag, der 1498 in Freiburg im Breisgau zusammentreten sollte. Erst nach dem Ende des Schwabenkriegs, der als Folge der Spannungen zwischen der Eidgenossenschaft und Maximilian I. ausbrach, wurde der Rechtshandel durch den Frieden von Basel 1499 beigelegt.
Die Wiederaufbauarbeiten in Mariaberg wurden 1490 in Angriff genommen. Als Abt Ulrich Rösch 1491 plötzlich verstarb, stellte sie sein Nachfolger jedoch ein. Damit hatte die Stadt St. Gallen ihr eigentliches Kriegsziel, die Verhinderung der Verlegung des Klosters aus der Stadt, erreicht. Die Anlage in Mariaberg wurde 1497–1518 als Benediktinerkloster fertiggestellt, allerdings wegen der Reformation nie bezogen. Die Gebäude dienten dem Kloster St. Gallen als Statthalterei, später als Schule. Durch den Rorschacher Vertrag vom 13. September 1566 erhielt die Abtei schliesslich auch ihr eigenes Stadttor. Da es anlässlich eines Besuchs des Kardinals Carlo Borromeo eingeweiht wurde, erhielt es den Namen «Karlstor».